# Памятник воинам Советской Армии — освободителям Советской Латвии и Риги от немецко-фашистских захватчиков
Памятник воинам Советской Армии — освободителям Советской Латвии и Риги от немецко-фашистских захватчиков (латыш. Piemineklis Padomju karavīriem – Padomju Latvijas un Rīgas atbrīvotājiem no vācu fašistiskajiem iebrucējiem), неофициально — Памятник Победы (латыш. Uzvaras piemineklis) или Памятник оккупации (латыш. Okupācijas piemineklis) — бывший мемориальный комплекс в столице Латвии Риге. Был расположен в парке Победы на левом берегу Даугавы за Каменным мостом, завершая перспективу бульвара Узварас (Победы). Открыт в 1985 году, снесён 22—25 августа 2022 года.
Композиционным центром памятника являлась монументальная 79-метровая колонна, увенчанная золотыми пятиконечными звёздами, по бокам которой были расположены символические скульптурные изображения Матери-Родины и воинов-освободителей. В постсоветский период памятник неоднократно оказывался в центре политических конфликтов и гражданских столкновений.

## Авторский коллектив
Над монументом работала интернациональная группа латвийских мастеров.
Автор концепции — рижский художник-архитектор Александр Бугаев (1937—2009).
Скульпторы — народный художник Латвийской ССР Лев Буковский (1910—1984) и Айварс Гулбис (1933—2024), при участии Леонида Кристовского (1923—2018).
Архитекторы — Эрмен Балиньш (1932—1995), Эдвин Вецумниекс (р. 1935) и Виктор Зилгалвис (1929—2008).
Инженеры-конструкторы — Гунар Бейтиньш (1931—1988) и Хенрий Лацис (1929—2012).

## Предыстория создания

Композиция «Мать-Родина».
Ск.: А. М. Гулбис и Л. В. Кристовский.
Ноябрь 2013 года

Ещё в июле 1945 года по решению Совета народных комиссаров Латвийской ССР был объявлен конкурс на сооружение памятника, посвящённого победе в Великой Отечественной войне.
3 февраля 1946 года на площади, на которой впоследствии соорудили мемориал, был приведён в исполнение смертный приговор военного трибунала Прибалтийского военного округа обергруппенфюреру СС Фридриху Еккельну, генералу полиции СС в Рейхскомиссариате Остланд (на оккупированных прибалтийских территориях), и четырём руководителям нацистской администрации в Латвии. Все они были осуждены за военные преступления и массовые убийства мирных жителей, в том числе евреев.
26 июля 1946 года в газете Literatūra un Māksla (Литература и искусство) опубликован эскиз памятника, который планировалось установить на берегу Даугавы «в честь победы нашего народа над немецкими оккупантами 9 мая 1945 года». Среди поданных на конкурс идей были обелиск и Арка Победы, напоминавшая Триумфальную в Москве. «Новый памятник принесёт новое социалистическое содержание в общую архитектонику столицы и расскажет будущим поколениям о борьбе латышей с врагом, за честь и свободу своей родины», — указывала газета.
Однако выбранные проекты не были реализованы.
Тем временем парк, выбранный впоследствии для сооружения мемориала, благоустроили, засадили деревьями в 1965—1966 годах, были заасфальтированы дорожки.
31 октября 1974 года опубликовано постановление ЦК Компартии Латвии и Совета министров Латвийской ССР о сооружении памятника.
Торжественная закладка памятника состоялась 8 мая 1975 года, в канун 30-летия Победы. В советское время утверждалось, что средства на памятник собирали за счёт народных пожертвований — каждый работающий мог пожертвовать деньги из своей зарплаты. Современные специалисты указывают, что вычеты из зарплаты на строительство памятника носили принудительный характер.

## Создание монумента

Советские воины — освободители Риги. Скульптор Л. В. Буковский

В 1976 году в Риге был проведён конкурс на лучший проект памятника в честь победы советского народа в Великой Отечественной войне. Рижский архитектор Эрнест Балиньш предложил художнику Александру Бугаеву (в прошлом выпускнику Латвийской академии художеств, а в то время уже известному дизайнеру) принять участие в конкурсе, посвящённом созданию памятника воинам Советской армии — освободителям Риги и Латвии.
В интервью журналисту периодического издания «Образование и карьера» (№ 9) Татьяне Герасимовой, опубликованном в рамках проекта «Русский мир в лицах» в 2003 году, А. Р. Бугаев так описывает историю создания памятника:
«В конкурсе участвовали довольно сильные архитекторские группы из Латвии, Белоруссии, Калининграда. Но, надо сказать, не все талантливые архитекторы захотели связываться с „политической“ темой.
К тому же место для будущего памятника тоже выбрали не простое. Площадь Узварас в Пардаугаве создавалась на народные средства, сразу после признания независимости Латвии во времена Первой республики. Здесь должны были проходить парады, но этому помешала заболоченность почвы, там было устье речки Марупите. А потом наступил 1940-й год, и всем стало не до того…

Так что одни художники просто не хотели связываться с этим местом, другим были чужды идеологические установки, третьи просто не понимали темы и создавали странные образы, больше похожие на аттракционы. В результате, когда подвели итоги, то оказалось, что ни одна из 20 архитекторских групп, участвовавших в конкурсе, не была допущена к выполнению своего проекта».
К строительству памятника приступили в декабре 1982 года, 5 ноября 1985 года он был открыт.
По свидетельству архитектора Эдвина Вецумниекса, при строительстве монумента использован украинский гранит (облицовка постамента), доломит с эстонского острова Сааремаа (обшивка обелиска). Фигуры солдат отлили из бронзы в РСФСР, звезды на обелиске оклеены сусальным золотом.

## Концепция монумента

Завершение центральной колонны.
Май 2013 года

Композиция центральной колонны напоминала праздничный салют, посвящённый Победе. Сам художник-разработчик Александр Бугаев писал о том, что концепция такого фейерверка звёзд пришла после длительных размышлений по поводу выбора фигуры для символического отображения идеи. В итоге автор остановился на концепции звезды, которая и легла в основу всего Памятника освободителям Риги.
Площадь мемориального сооружения была облицована серым и розовым гранитом, образуя правильный треугольник из трёх симметрично организованных платформ. Первая платформа, более высокая, формировала композиционный центр памятника, на ней располагались трибуны, в то время как боковые платформы служили пьедесталами для скульптурных изображений.
Позади монумента был расположен небольшой регулярно оформленный декоративный бассейн, в который был превращён мелиоративный пруд на этой ранее заболоченной площадке.
Памятник представлял собой композиционное завершение единой магистрали в створе Каменного моста и бульвара Узварас. Являлся самым высоким памятником Риги.

## Снос памятника

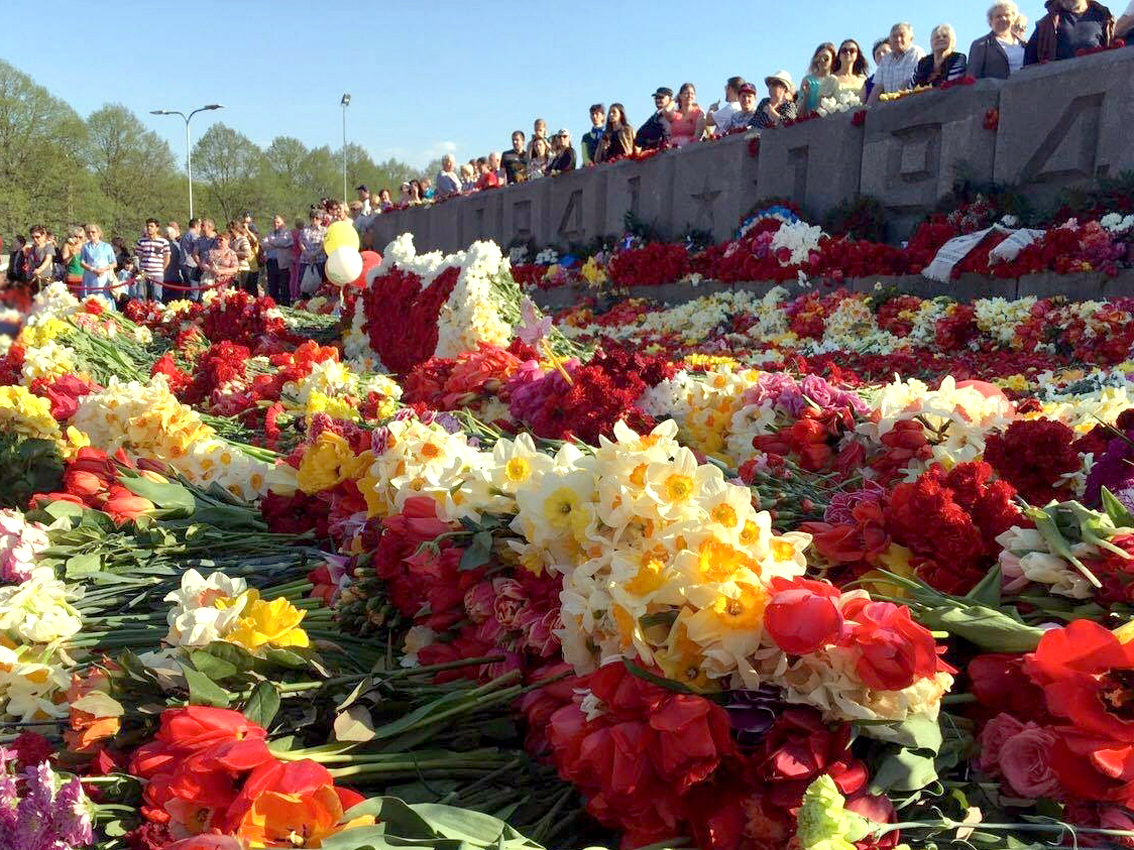
Цветы у подножия мемориала.
Фото 9 мая 2016 года

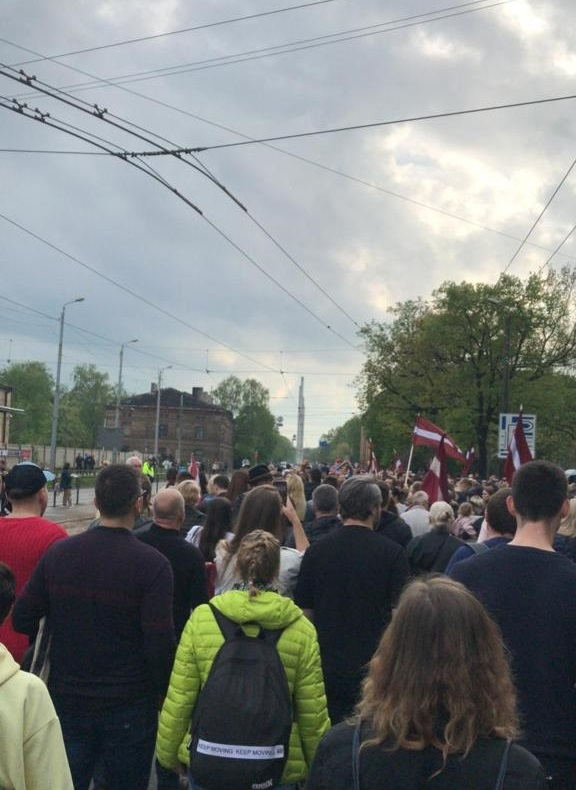
Демонстрация за снос мемориала.
20 мая 2022 года

В апреле 1996 года 9-й съезд националистического Движения за национальную независимость Латвии принял резолюцию о сносе памятника Освободителям Риги.
В 1997 году участники «Перконкрустса» организовали акт вандализма, приведя в действие взрывное устройство, заложенное возле Памятника освободителям.
После взрыва 1997 года на ремонт памятника Рижская дума выделила 10500 латов и ещё 18 тысяч — на благоустройство территории.
В 2012 году на сайте «Manabalss.lv» был начат сбор подписей за переоборудование Парка Победы в Риге по проекту 1938 года, утверждённому ещё Карлисом Ульманисом. Инициатива не получила активной поддержки. Министр юстиции Янис Борданс заявил, что памятник «оккупационной власти» не должен находиться рядом с Национальной библиотекой. Президент Андрис Берзиньш был против сноса памятника.
Искусствовед академик Ояр Спаритис в 2013 году выступил против этой инициативы, отметив, что мемориальный комплекс выполнен как «монумент, равноценный ансамблю Братского кладбища в Риге и Памятнику Свободы». Он назвал его своеобразным объектом, который передаёт эмоциональное настроение того времени, когда он был построен.
В 2019 году на рассмотрение в Сейм поступила с портала «Manabalss.lv» очередная петиция, в которой предлагалось не только снести монумент, но и отменить договор об охране памятников и массовых захоронений советских воинов, заключённый с Российской Федерацией в 1994 году. Мэр Риги Дайнис Турлайс раскритиковал предложение о сносе памятника и напомнил, что этот объект находится под защитой международного договора между Латвией и Россией, а значит, за принятые в отношении монумента решения отвечает МИД республики.
Новое обострение конфликта вокруг памятника произошло в 2022 году на фоне российского вооружённого вторжения на Украину. В связи с этим латвийский Сейм запретил проведение 9 мая любых массовых мероприятий у памятников Советской армии, разрешив только возложение цветов. Утром 10 мая возложенные накануне цветы были убраны бульдозером — согласно утверждению МВД, по инициативе Рижской думы; видео уборки цветов широко разошлось в Интернете и вызвало бурную реакцию, на фоне которой вечером у памятника произошли беспорядки, закончившиеся полицейскими задержаниями. 11 мая начался сбор пожертвований на снос памятника, за первые сутки были собраны 43 000 евро.
12 мая 2022 года Сейм Латвии принял решение прекратить действие 13-й статьи латвийско-российского договора, обеспечивающего сохранность мемориальных сооружений (68 депутатов за, 18 — против). 13 мая Рижская дума приняла решение о сносе памятника (39 депутатов за, 13 — против); вице-мэр Риги предложил России забрать остатки памятника после его демонтажа. 16 мая было объявлено об отставке министра внутренних дел Латвии Марии Голубевой в связи с тем, что, по мнению потребовавших этого депутатов от блока Национальное объединение, органы внутренних дел не обеспечили наведение порядка во время стихийного митинга 10 мая. 20 мая в Риге прошла пятитысячная демонстрация с требованием ликвидации памятника, завершившаяся митингом-концертом на площади перед ним, с участием видных латышских музыкантов: Ральфса Эйландса, Родриго Фоминса, рок-групп Pērkons и Dzelzs vilks.
Работы по сносу памятника начались 22 августа 2022 года. 23 августа были снесены три статуи советских солдат, 24 августа — статуя «Мать-Родина». 25 августа в 16:42 наиболее масштабная часть монумента, 79-метровый обелиск, после семичасовых работ пневматическими молотами был повален в пруд. Снос обелиска транслировался в прямом эфире латвийскими СМИ. Мэр Риги Мартиньш Стакис поблагодарил строителей за отличную работу.

## Правовой статус
Памятник подлежал защите согласно статье 13 межправительственного соглашения о социальной защите проживающих в Латвийской Республике российских военных пенсионеров и членов их семей, подписанного в пакете документов, регулирующих вывод российских войск из Латвии в 1994 году.
Эта статья предусматривала, что согласно международной практике Латвия гарантирует сохранение, благоустройство и содержание в порядке мемориальных сооружений и мест захоронения на своей территории, а также не препятствует посещению могил военных пенсионеров и членов их семей и проведению траурных церемоний. Точно так же Россия обязалась обеспечить сохранность мемориальных сооружений и могил латышей, ливов и павших в боях или погибших из-за репрессий граждан Латвии, а также уход за ними.
Соглашение по вопросам социальной защищённости военных пенсионеров РФ и членов их семей, проживающих на территории Латвии, было единогласно одобрено на пленарном заседании представителей стран — участниц Хельсинкского процесса в Вене, что зафиксировали в итоговых документах заседания, закрепив дополнительные международные гарантии для России.
Россия в дипломатической переписке выразила протест в связи с решениями властей Латвии и приостановкой межправительственного договора.
26 августа, уже после сноса памятника, Комитет по правам человека ООН обратился в Министерство иностранных дел Латвии с просьбой приостановить демонтаж памятника, сохранить остатки уже снесённых деталей и дать заключение о характере приемлемости жалоб заявителей. Ранее пять активистов «Рабочего фронта Латвии» направили жалобу в Комитет на действия властей по сносу памятника. МИД Латвии заявил, что просьба получена после полного демонтажа памятника, поэтому она не может быть выполнена, а заключение о приемлемости жалоб заявителей будет выполнено в обычном порядке.

### Документы
- Соглашение между Правительством Российской Федерации и Правительством Латвийской Республики по вопросам социальной защищенности военных пенсионеров Российской Федерации и членов их семей, проживающих на территории Латвийской Республики, ратифицировано Федеральным Законом РФ от 25 ноября 1994 года N 46-ФЗ.

## В нумизматике

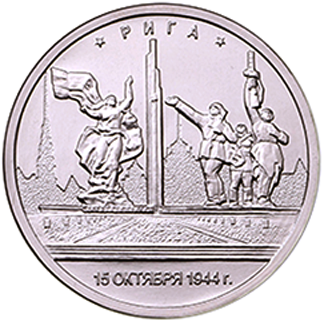
Реверс монеты достоинством 5 рублей. Выпущена в обращение Центральным банком Российской Федерации 1 августа 2016 года

1 августа 2016 года Центральный банк Российской Федерации выпустил в обращение памятную монету достоинством 5 рублей из серии «Города — столицы государств, освобождённые советскими войсками от немецко-фашистских захватчиков», на реверсе которой изображён мемориал «Памятник воинам Советской Армии — освободителям Латвии и Риги от немецко-фашистских захватчиков» в Риге. Количество экземпляров — 2 млн.